# Пойнт-Плезант (Західна Вірджинія)
Пойнт-Плезант (англ. Point Pleasant) — місто (англ. city) в США, в окрузі Мейсон штату Західна Вірджинія. Населення — 4070 осіб (2020).

## Географія
Пойнт-Плезант розташований за координатами 38°51′13″ пн. ш. 82°7′51″ зх. д. / 38.85361° пн. ш. 82.13083° зх. д. (38.853511, -82.130831).  За даними Бюро перепису населення США в 2010 році місто мало площу 8,02 км², з яких 6,21 км² — суходіл та 1,80 км² — водойми.

### Клімат
| Клімат : Пойнт-Плезант | Клімат : Пойнт-Плезант | Клімат : Пойнт-Плезант | Клімат : Пойнт-Плезант | Клімат : Пойнт-Плезант | Клімат : Пойнт-Плезант | Клімат : Пойнт-Плезант | Клімат : Пойнт-Плезант | Клімат : Пойнт-Плезант | Клімат : Пойнт-Плезант | Клімат : Пойнт-Плезант | Клімат : Пойнт-Плезант | Клімат : Пойнт-Плезант | Клімат : Пойнт-Плезант |
| Показник               | Січ.                   | Лют.                   | Бер.                   | Квіт.                  | Трав.                  | Черв.                  | Лип.                   | Серп.                  | Вер.                   | Жовт.                  | Лист.                  | Груд.                  | Рік                    |
| Середній максимум, °C  | 7,2                    | 7,8                    | 14,4                   | 20,6                   | 25,6                   | 30,0                   | 31,7                   | 31,1                   | 28,3                   | 21,7                   | 13,9                   | 7,8                    | 20,0                   |
| Середній мінімум, °C   | −3,9                   | −3,9                   | 0,6                    | 5,6                    | 10,6                   | 15,6                   | 17,8                   | 17,2                   | 13,3                   | 6,7                    | 1,1                    | −2,8                   | 6,7                    |
| Норма опадів, мм       | 94                     | 81                     | 104                    | 89                     | 102                    | 109                    | 114                    | 91                     | 64                     | 64                     | 76                     | 86                     | 1077                   |
| ---------------------- | ---------------------- | ---------------------- | ---------------------- | ---------------------- | ---------------------- | ---------------------- | ---------------------- | ---------------------- | ---------------------- | ---------------------- | ---------------------- | ---------------------- | ---------------------- |
| Джерело: Weatherbase   |                        |                        |                        |                        |                        |                        |                        |                        |                        |                        |                        |                        |                        |

## Демографія
Згідно з переписом 2010 року, у місті мешкало 4350 осіб у 2014 домогосподарствах у складі 1162 родин. Густота населення становила 543 особи/км².  Було 2244 помешкання (280/км²).
Расовий склад населення:
| - 95,9 % — білих - 1,3 % — чорних або афроамериканців - 0,6 % — азіатів - 0,3 % — вихідців з тихоокеанських островів - 0,3 % — корінних американців |

До двох чи більше рас належало 1,7 %. Частка іспаномовних становила 0,6 % від усіх жителів.
За віковим діапазоном населення розподілялося таким чином: 21,5 % — особи молодші 18 років, 56,9 % — особи у віці 18—64 років, 21,6 % — особи у віці 65 років та старші. Медіана віку мешканця становила 44,0 року. На 100 осіб жіночої статі у місті припадало 81,6 чоловіків;  на 100 жінок у віці від 18 років та старших — 75,1 чоловіків також старших 18 років.
Середній дохід на одне домашнє господарство  становив 37 300 доларів США (медіана — 31 827), а середній дохід на одну сім'ю — 41 021 долар (медіана — 37 488). Медіана доходів становила 51 630 доларів для чоловіків та 23 833 долари для жінок. За межею бідності перебувало 26,6 % осіб, у тому числі 39,0 % дітей у віці до 18 років та 9,7 % осіб у віці 65 років та старших.
Цивільне працевлаштоване населення становило 1291 осіб. Основні галузі зайнятості: освіта, охорона здоров'я та соціальна допомога — 23,9 %, виробництво — 15,6 %, роздрібна торгівля — 13,3 %, транспорт — 12,6 %.